# 作家の肖像
『作家の肖像』（さっかのしょうぞう）は、中島梓／栗本薫による評論集。

## 概要
1977年に著者が評論家としてデビューして以来、執筆してきた評論、解説の中から、主として「作家論」と言える作品を収録した評論集。取り上げられている作家は、五木寛之、野坂昭如、筒井康隆、星新一、小松左京、光瀬龍、矢野徹、田中光二、赤川次郎、阿久悠、林真理子、小泉喜美子、佐藤愛子、田辺聖子、池波正太郎、都筑道夫、鮎川哲也、横溝正史、江戸川乱歩、太宰治、埴谷雄高の21人である。
著者は、栗本薫、中島梓を代表とする多くの筆名を使用しているが、自身の複数の筆名を一冊の書の名義として同時に使用するのは大変珍しく、本書はその数少ない例の一つとなっている。
1986年7月25日に講談社より単行本（ISBN 4-06-202854-9）として刊行された。

## 収録作品
1. 私説・五木寛之論
初出：『別冊ポエム』1977年11月号
2. 英雄譚としての「燃える秋」
初出：『野性時代』1978年11月号
3. さらばモスクワ愚連隊 解説
初出：『さらばモスクワ愚連隊』（五木寛之著・角川文庫）1979年5月
4. 肉声のブルース
初出：『絶体絶命』1978年2月号
5. 筒井康隆論のためのデッサン
初出：『奇想天外』1978年11月号
6. 悲壮な不まじめさ、献身的な不謹慎
初出：『別冊新評「筒井康隆の世界」』1976年7月号
7. 男たちのかいた絵 解説
初出：『男たちのかいた絵』（筒井康隆著・新潮文庫）1978年10月
8. ショートショートへの異常な愛情
初出：『奇想天外』1978年9月号
9. おせっかいな神々 解説
初出：『おせっかいな神々』（星新一著・新潮文庫）1979年5月
10. 春の軍隊 解説
初出：『春の軍隊』（小松左京著・新潮文庫）1979年4月
11. 模型の時代 解説
初出：『模型の時代』（小松左京著・角川文庫）1979年11月
12. フェッセンデンの実験室
初出：『奇想天外』1978年4月号
13. 百億の昼と千億の夜 解説
初出：『百億の昼と千億の夜』（光瀬龍著・角川文庫）1980年10月
14. 最後の忍者 解説
初出：『最後の忍者』（矢野徹著・角川文庫）1981年4月
15. 信じるわ、ジョン・エナリー!
初出：『奇想天外』1978年6月号
16. 東西南北殺人事件 解説
初出：『東西南北殺人事件』（赤川次郎著・講談社文庫）1984年8月
17. ゴリラの首の懸賞金 解説
初出：『ゴリラの首の懸賞金』（阿久悠著・角川文庫）1981年6月
18. 花より結婚きびダンゴ 解説
初出：『花より結婚きびダンゴ』（林真理子著・角川文庫）1984年9月
19. ダイナマイト円舞曲 解説
初出：『ダイナマイト円舞曲』（小泉喜美子著・集英社文庫）1980年12月
20. 男たちの肖像 解説
初出：『男たちの肖像』（佐藤愛子著・集英社文庫）1985年2月
21. ラーメン煮えたもご存じない 解説
初出：『ラーメン煮えたもご存じない』（田辺聖子著・新潮文庫）1980年4月
22. 江戸の暗黒街 解説
初出：『江戸の暗黒街』（池波正太郎著・角川文庫）1979年2月
23. 都筑道夫の生活と推理
初出：『幻影城』1977年1月号
24. 三重露出 解説
初出：『三重露出』（都筑道夫著・講談社文庫）1978年10月
25. 砂の城 解説
初出：『砂の城』（鮎川哲也著・角川文庫）1978年7月
26. 正史世界の女性たち
初出：『別冊幻影城「横溝正史III」』1977年5月号
27. 因縁のようなもの
初出：『江戸川乱歩全集 第3巻 パノラマ島奇談』（江戸川乱歩著・講談社）1978年11月号
28. 弱さは醜い
初出：『図書新聞』1978年6月10日号
29. Tathã-gahtaの文学
初出：『作家の世界 埴谷雄高』（秋山駿編・番町書房）1977年11月

上記のうち、6、16、23～27は栗本薫名義。その他は中島梓名義。

## 受賞作
- 「都筑道夫の生活と推理」（第2回幻影城新人賞評論部門佳作）